# العلاقات السويدية الكينية
العلاقات السويدية الكينية هي العلاقات الثنائية التي تجمع بين السويد وكينيا.

## مقارنة بين البلدين
هذه مقارنة عامة ومرجعية للدولتين:
| وجه المقارنة                                              | السويد                                                                               | كينيا                         |
| --------------------------------------------------------- | ------------------------------------------------------------------------------------ | ----------------------------- |
| المساحة (كم2)                                             | 450.30 ألف                                                                           | 581.31 ألف                    |
| عدد السكان (نسمة)                                         | 10.16 مليون                                                                          | 48.47 مليون                   |
| الكثافة السكانية (ن./كم²)                                 | 22.56                                                                                | 83.38                         |
| العاصمة                                                   | ستوكهولم                                                                             | نيروبي                        |
| اللغة الرسمية                                             | اللغة السويدية، لغات السامي، اللغة الفنلندية، منكيلي، اللغة الرومنية، اللغة اليديشية | اللغة السواحلية، لغة إنجليزية |
| العملة                                                    | كرونة سويدية                                                                         | شيلينغ كيني                   |
| الناتج المحلي الإجمالي (بليون دولار)                      | 538.04 مليار                                                                         | 74.94 مليار                   |
| الناتج المحلي الإجمالي (تعادل القوة الشرائية) بليون دولار | 469.01 مليار                                                                         | 142.24 مليار                  |
| الناتج المحلي الإجمالي الاسمي للفرد دولار أمريكي          | 50.58 ألف                                                                            | 1.38 ألف                      |
| الناتج المحلي الإجمالي للفرد دولار أمريكي                 | 45.30 ألف                                                                            | 2.95 ألف                      |
| مؤشر التنمية البشرية                                      | 0.907                                                                                | 0.548                         |
| رمز المكالمات الدولي                                      | +46                                                                                  | +254                          |
| رمز الإنترنت                                              | .se                                                                                  | .ke                           |
| المنطقة الزمنية                                           | توقيت وسط أوروبا، ت ع م+01:00، ت ع م+02:00، أوروبا/ستوكهولم ‏                         | ت ع م+03:00                   |

## منظمات دولية مشتركة
يشترك البلدان في عضوية مجموعة من المنظمات الدولية، منها:
| علم المنظمة | اسم المنظمة                               | تاريخ انضمام السويد | تاريخ انضمام كينيا |
| ----------- | ----------------------------------------- | ------------------- | ------------------ |
|             | مؤسسة التنمية الدولية                     | 24 سبتمبر 1960      | 3 فبراير 1964      |
|             | يونسكو                                    | 23 يناير 1950       | 7 أبريل 1964       |
|             | وكالة ضمان الاستثمار متعدد الأطراف        | 12 أبريل 1988       | 28 نوفمبر 1988     |
|             | الأمم المتحدة                             | 19 نوفمبر 1946      | 16 ديسمبر 1963     |
|             | الفريق المعني برصد الأرض                  | ?                   | ?                  |
|             | الاتحاد البريدي العالمي                   | ?                   | ?                  |
|             | البنك الدولي للإنشاء والتعمير             | 31 أغسطس 1951       | 3 فبراير 1964      |
|             | الاتحاد الدولي للاتصالات                  | 1866                | 11 أبريل 1964      |
|             | منظمة حظر الأسلحة الكيميائية              | ?                   | ?                  |
|             | مؤسسة التمويل الدولية                     | 20 يوليو 1956       | 3 فبراير 1964      |
|             | المركز الدولي لتسوية المنازعات الاستشارية | 28 يناير 1967       | 2 فبراير 1967      |
|             | منظمة التجارة العالمية                    | 1995                | 1995               |
|             | منظمة الشرطة الجنائية الدولية             | ?                   | ?                  |
|             | البنك الإفريقي للتنمية                    | ?                   | ?                  |

## أعلام
هذه قائمة لبعض الشخصيات التي تربطها علاقات بالبلدين:
- كين رينغ (موسيقي سويدي، 29 يناير 1979 – )
- مارتين أولسون (لاعب كرة قدم سويدي، 17 مايو 1988 – )
- ماركوس أولسون (لاعب كرة قدم سويدي، 17 مايو 1988[19] – )

## وصلات خارجية
- موقع وزارة الخارجية السويدية
- موقع وزارة الخارجية الكينية